# Linda Blair
Linda Denise Blair (ur. 22 stycznia 1959 w Saint Louis) – amerykańska aktorka filmowa i telewizyjna, występowała w roli Regan MacNeil, dziewczyny opętanej przez demona w kultowym horrorze Egzorcysta (1973) i jego sequelu – Egzorcyście II: Heretyku (1977).

## Życiorys

### Wczesne lata
Urodziła się w Saint Louis w stanie Missouri, jako córka Elinore (z domu Leitch) i Jamesa Fredericka Blaira. Kiedy miała dwa lata, jej ojciec, pilot doświadczalny United States Navy i Headhunter, został zatrudniony w Nowym Jorku, a rodzina przeniosła się do Westport w Connecticut. Jej matka pracowała w Westport jako agentka nieruchomości. Wychowywała się ze starszą siostrą Deborah i starszym bratem Jamesem.
Mając sześć lat została dziecięcą modelką i zaczęła występować w reklamach dla Sears, JCPenney, katalogów Macy’s, a także w ponad 70. reklamach dżemów winogronowych firmy Welch i różnych innych firm. W wieku sześciu lat Blair zawarła umowę na serię reklam prasowych w „The New York Times”. Od szóstego roku życia Blair zaczęła jeździć konno, stając się wyszkolonym jeźdźcem.

### Kariera
W wieku dziewięciu lat pojawiła się jako Allyn Jaffe w operze mydlanej NBC Hidden Faces (1968–1969). Wkrótce dostała pierwszą rolę w filmie kinowym jako Sara Aldridge w dramacie The Way We Live Now (1970) z Lois Smith, a następnie jako Barby w komedii Larry’ego Peerce’a The Sporting Club (1971) u boku Nicolasa Costera i Jacka Wardena. Przełomem w jej karierze okazał się kultowy horror Williama Friedkina Egzorcysta (1973). Blair została wybrana spośród 500 nastoletnich kandydatek do roli Regan Teresy MacNeil, nastoletniej dziewczyny, która zostaje opętana przez demona, ze względu na jej podobieństwo do Ellen Burstyn, która grała jej matkę. Film stał się kasowym hitem i zebrał dobre recenzje, a rola Regan uznana została za mocną i wyrazistą, była także integralną częścią sukcesu kasowego, z jakim film spotkał się w grudniu 1973. Witryna retrocrush.com uznała kreację Blair w Egzorcyście za jeden z najlepszych występów aktorskich w historii kina grozy. W 1974 za swoją rolę młoda aktorka otrzymała Złoty Glob dla najlepszej aktorki drugoplanowej oraz nominację do Oscara dla najlepszej aktorki drugoplanowej. Jednak część konserwatywnych mediów odebrała film Friedkina jako bluźnierstwo, a w centrum ich nagonki znalazła się właśnie Blair. Z kolei czasopisma plotkarskie rozpisywały się o załamaniu nerwowym, jakie miała rzekomo przeżyć na planie filmu. Aktorka otrzymywała także anonimowe groźby od psychofanów i fanatyków religijnych, wytwórnia Warner Bros. przez pół roku opłacała policjantów, którzy przez cały dzień chronili Blair i jej rodzinę.
W kontrowersyjnym telewizyjnym dramacie kryminalnym NBC Urodzona niewinna (Born Innocent, 1974) z Tiną Andrews i Mitchem Vogelem zagrała postać nastoletniej Chris Parker z patologicznej rodziny, która zostaje złapana po ucieczce z domu i osadzona w ośrodku wychowawczym, gdzie jest poniżana i molestowana przez personel placówki oraz inne przebywające tam dziewczyny. Film był krytykowany przez National Organization for Women, New York Rape Coalition oraz liczne organizacje praw gejów i lesbijek za przedstawianie wykorzystywania seksualnego przez kobiety. Znalazła się w obsadzie dramatu katastroficznego Jacka Smighta Port lotniczy 1975 (1974) jako nastoletnia Janice Abbott, która potrzebuje szybkiego przeszczepu nerki. Występowała w wielu filmach telewizyjnych, w tym jako nastolatka Sarah Travis uzależniona od alkoholu w dramacie NBC Sarah T. – Portret nastoletniej alkoholiczki (Sarah T. – Portrait of a Teenage Alcoholic, 1975) w reżyserii Richarda Donnera z Larrym Hagmanem i Markiem Hamillem, melodramacie ABC Słodka branka (Sweet Hostage, 1975) w roli ofiary porwania Doris Mae Withers, które przechodzi syndrom sztokholmski u boku Martina Sheena oraz dramacie wojennym ABC Zwycięstwo nad Entebbe (Victory at Entebbe, 1976) jako Chana Vilnofsky z udziałem Kirka Douglasa, Anthony’ego Hopkinsa i Elizabeth Taylor, horrorze NBC Obcy w naszym domu (Stranger in Our House, 1978) na motywach powieści Lois Duncan w reż. Wesa Cravena jako Rachel Bryant z Fran Drescher. Powróciła w roli Regan w Egzorcyście II: Heretyku (1977), za którą była nominowana do nagrody Saturna w kategorii najlepsza aktorka drugoplanowa, lecz przytłaczająco negatywne opinie na temat filmu zrujnowały jej karierę.
Była na okładce magazynu „Seventeen” (w lipcu 1974), niemieckiego „Bravo” (w maju 1975, w styczniu 1976 i we wrześniu 1977), tureckiego „Erkekçe” (w lutym 1983), a w marcu 1983 wzięła udział w rozbieranej sesji dla włoskiej edycji magazynu „Playboy”. W latach 1975–1977 związała się z piosenkarzem Rickiem Springfieldem. W grudniu 1977 Blair została aresztowana za posiadanie kokainy z zamiarem sprzedania. Blair przyznała się do winy i otrzymała wyrok trzech lat w zawieszeniu. Miała także dwanaście razy wystąpić publicznie i poinformować o szkodliwości narkotyków. Wyrok ostatecznie przekreślił szansę Blair na wielką karierę.
Stała się gwiazdą kina klasy B, pojawiając się w produkcjach epatujących przemocą i seksem. Po roli Terry Barkley w komedii muzycznej Marka L. Lestera Roller Boogie (1979) z Dickiem Van Pattenem okrzyknięto ją symbolem seksu. W dramacie sensacyjnym Ruckus (1980) z Dirkiem Benedictem i Richardem Farnsworthem zagrała Jenny Bellows, która pomaga złowrogiemu weteranowi wojny wietnamskiej omijać antagonistycznych mieszkańców w małym miasteczku. Za rolę Marti Gaines, uciekającej przed zdeformowanym zabójcą, w slasherze Piekielna noc (Hell Night, 1981) u boku Petera Bartona i jako Carol Henderson w filmie eksploatacji Więzienie kobiet (Chained Heat, 1983) z Sybil Danning była nominowana do Złotej Maliny jako najgorsza aktorka. Rola policjantki Sue Perman w komedii Nocny patrol (Night Patrol, 1984) z Billy Barty, postać Brendy, która kieruje kobiecym gangiem ścigającym gwałcicieli, w dreszczowcu Dzikie ulice (Savage Streets, 1984) z Linneą Quigley i rola Daly działającej przeciwko handlarzami ludźmi w dramacie eksploatacji Dzika Wyspa (Savage Island, 1985) z Anthonym Steffenem odebrała trzy Złote Maliny jako najgorsza aktorka.
Wzięła udział w kanadyjskim przedstawieniu Renée Taylor It Had to Be You (1995) i horrorze Wesa Cravena Krzyk (1996) z Neve Campbell. W 1997 trafiła na broadwayowską scenę Eugene O’Neill Theatre w musicalu Grease jako Betty Rizzo. Wystąpiła też w Mayday na scenie w San Francisco i Women Behind Bars w Los Angeles.
Blair jest weganką, ma na koncie książkę o weganizmie zatytułowaną Going Vegan!, działa w stowarzyszeniach i współpracuje z organizacją walczącą o prawa zwierząt People for the Ethical Treatment of Animals. Założyła również The Linda Blair World Heart Foundation, fundację, która zajmuje się ratowaniem i adopcją potrzebujących pomocy, porzuconych zwierząt.

## Filmografia
- The Way We Live Now (1970)
- The Sporting Club (1971)
- Egzorcysta (1973)
- Born Innocent (1974)
- Port lotniczy 1975 (1974)
- Egzorcysta II: Heretyk (1977)
- Obcy w naszym domu (1978)
- Dziki koń Hank (1979)
- Boogie na wrotkach (1979)
- Ruckus (1981)
- Piekielna noc (1981)
- Więzienie kobiet (1983)
- Nocny patrol (1984)
- Dzikie ulice (1984)
- Terror in the Aisles (1984)
- Czerwona gorączka (1985)
- Dzikie wyspy (1985)
- SFX Retaliator (1987)
- Grotesque (1988)
- Milczący zabójcy (1988)
- Czarna magia (1988)
- Nocny oddział (1989)
- Wasz Alley (1989)
- Odmrożeńcy (1989)
- Witaj szkoło (1990)
- Egzorcysta 2 i 1/2 (1990)
- Trefny narzeczony (1992)
- Bad Blood (1993)
- Skini (1994)
- Sorceress (1995)
- Krzyk (1996)
- Marina (1997)
- Producenci potworów (2003)
- Cyber Meltdown (2004)
- Hitters Anonymous (2005)
- Will to Power (2006)
- Wszystko w Normie (2008)
- Cousin Sarah (2011)

## Nagrody
- Złoty Glob Najlepsza aktorka drugoplanowa: 1974 Egzorcysta